# Dichogama
Dichogama is een geslacht van vlinders van de familie van de grasmotten (Crambidae), uit de onderfamilie van de Glaphyriinae. De wetenschappelijke naam en de beschrijving van dit geslacht zijn voor het eerst gepubliceerd in 1863 door Julius Lederer. Lederer beschreef ook de eerste soort uit het geslacht, Dichogama redtenbacheri, die als typesoort is aangeduid.

## Soorten
- D. amabilis Möschler, 1890
- D. colotha Dyar, 1912
- D. decoralis (Walker, 1866)
- D. diffusalis Hampson, 1918
- D. fernaldi Möschler, 1890
- D. gudmanni Hedemann, 1894
- D. innocua (Fabricius, 1793)
- D. jessicales Schaus, 1940
- D. obsolescens Hampson, 1912
- D. prognealis (Druce, 1895)
- D. redtenbacheri Lederer, 1863
- D. smithii (Möschler, 1890)